# Горки (Путивльский район)
Го́рки (укр. Гірки) — село,
Бунякинский старостынский округ, Новослободской объединённой громады,
Конотопского района,
Сумской области,
Украина.
Код КОАТУУ — 5923881004. Население по переписи 2001 года составляло 142 человека.

## Географическое положение
Село Горки находится на правом берегу реки Сейм,
выше по течению на расстоянии в 4,5 км расположено село Колодежи (Курская область),
ниже по течению на расстоянии в 4 км расположено село Отруба (Курская область),
на противоположном берегу — село Алексеевка (Курская область).
Вокруг села проходит много ирригационных каналов.
Рядом проходит железная дорога, станция Шечково.
По реке проходит граница с Россией.

## Экономика
- Молочно-товарная ферма.

## Известные люди
- Аксёнов Иван Александрович (1884—1935) — поэт-футурист, родился в селе Горки.

## Галерея

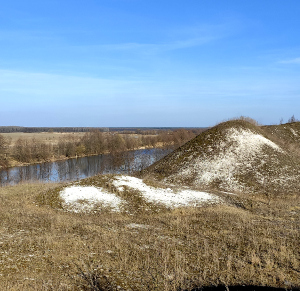
Меловые горы
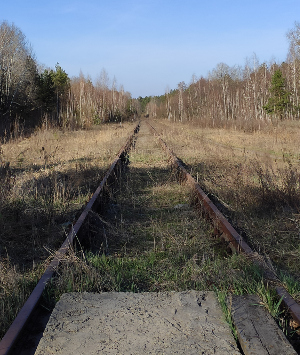
Железная дорога у села
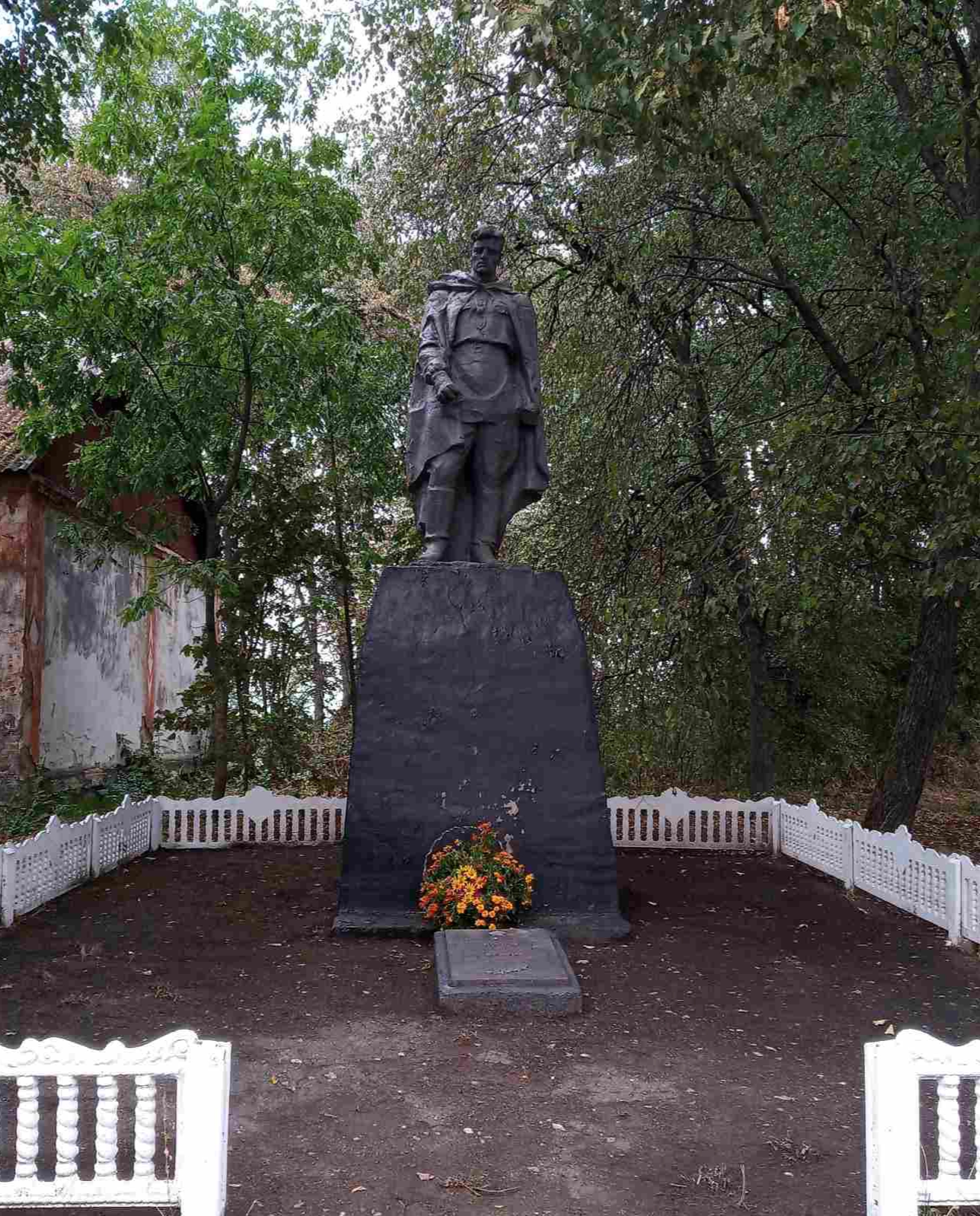
Братская могила советских воинов и В. Ф. Попова — партизана